# Gentleman Jack
Gentleman Jack és una sèrie de televisió de drama històric creada per Sally Wainwright, coproduïda per la BBC One i HBO i estrenada el 22 d'abril de 2019 als Estats Units i el 19 de maig de 2019 al Regne Unit; va ser renovada per una segona temporada per la BBC One el 23 de maig de 2019. Està ambientada a Yorkshire (Anglaterra) l'any 1832 i protagonitzada per Suranne Jones en el paper de la terratinent i empresària industrial Anne Lister, i està basada en els diaris recopilats de Lister, que contenen més de quatre milions de paraules i van ser escrits en gran manera en codi secret, documentant tota una vida de relacions lèsbiques.
El títol de la sèrie fa referència al nom amb el qual els habitants d'Halifax es referien a la protagonista de forma despectiva, fent burla de la seva manera de parlar, caminar i moure's, ja que les consideraven més pròpies d'un home (un "gentleman") que no pas d'una dama.

## Argument
Ambientada el 1832, la brillant i entranyable senyoreta Anne Lister (Suranne Jones) deixa Hastings amb el cor trencat i es dirigeix al paisatge exuberant d'Halifax (West Yorkshire), per restaurar la finca que ha heretat del seu oncle: Shibden Hall. Aquesta propietària i terratinent andrògina i insòlita, recentment instal·lada, troba una història d'amor potencialment florent i perillosa amb el bell sexe, que enregistra en un diari críptic que ningú no pot descodificar.

## Repartiment

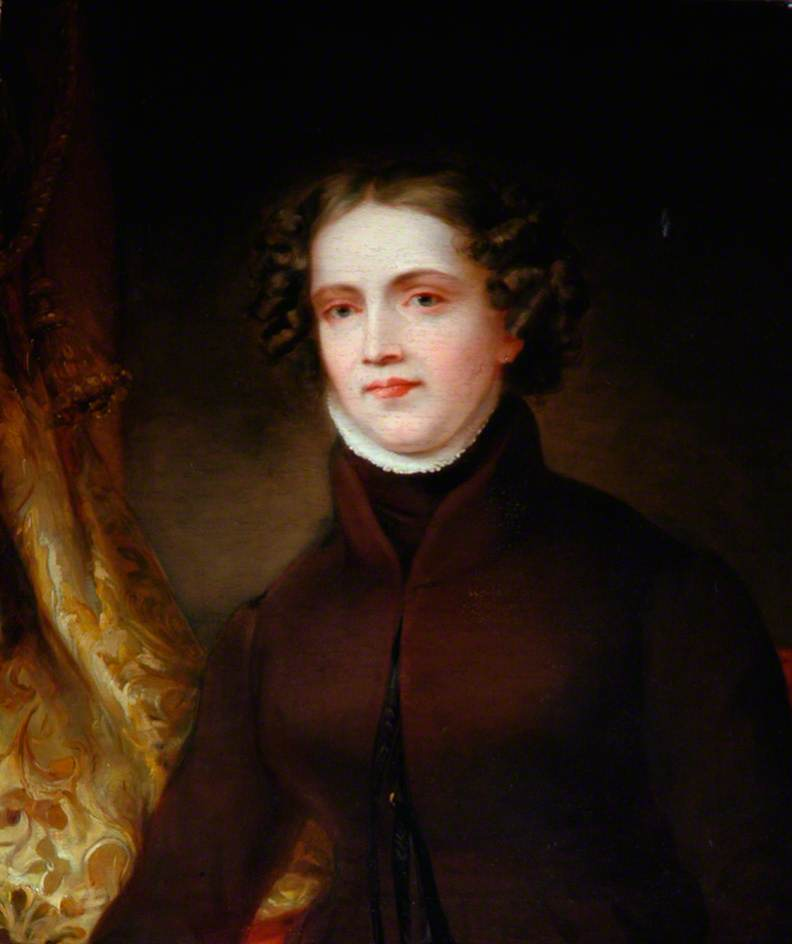
Retrat d'Anne Lister, ca. 1830.

| Personatges principals - Suranne Jones: Anne Lister - Sophie Rundle: Ann Walker - Joe Armstrong: Samuel Washington - Amelia Bullmore: Eliza Priestley - Rosie Cavaliero: Elizabeth Cordingley - Gemma Whelan: Marian Lister - Gemma Jones: Aunt Lister - Timothy West: Jeremy Lister - Tom Lewis: Thomas Sowden | Personatges recurrents - Stephanie Cole: Aunt Ann Walker - George Costigan: James Holt - Peter Davison: William Priestley - Shaun Dooley: Jeremiah Rawson - Vincent Franklin: Christopher Rawson - Lydia Leonard: Marianna Lawton - Katherine Kelly: Elizabeth Sutherland - Thomas Hawes: John Booth - Albane Courtois: Eugénie Pierre - Ben Hunter: Joseph Booth - Daniel Weyman: Dr Kenny - John Hollingworth: Mr Abbott | Personatges convidats - Jodhi May: Vere Hobart - Anthony Flanagan: Sam Sowden - Rupert Vansittart: Charles Lawton - Sylvia Syms: Mrs. Rawson - Brendan Patricks: Reverend Thomas Ainsworth - Sofie Gråbøl: reina Maria de Dinamarca - Stephanie Hyam: Sophie Ferrall |

## Episodis
| Episodi | Títol                                          | Argument |
| ------- | ---------------------------------------------- | --- |
| 1       | "I Was Just Passing"                           | El 1832, la mundana Anne Lister torna a Halifax després que la seva antiga amant, Vere Hobart, la deixi per casar-se amb un home. Fent-se càrrec de la gestió de Shibden Hall. la casa pairal de la seva família, Lister descobreix que no només s'ha deixat de banda la finca i les rendes no cobrades, sinó que hi ha una quantitat considerable de carbó a la propietat i de la qual podria obtenir-se'n un gran benefici. En una trobada casual coneix la tímida i rica hereva Ann Walker, que viu a prop. |
| 2       | "I Just Went There To Study Anatomy"           | Anne Lister comença el perillós projecte de fer-li la cort a Ann Walker. Mentrestant, Lister continua lluitant contra els germans Rawson pel carbó i demana ajuda al senyor Washington per reclamar els seus diners. Després de saber que Eugénie està embarassada, John Booth decideix ajudar-la a ocultar el seu secret. Després d'assistir al casament de Vere Hobart, Lister passa pàgina va al Lake District a trobar Ann Walker. |
| 3       | "Oh Is That What You Call It?"                 | La relació d'Anne i la senyoreta Walker comença a esdevenir íntima. Anne li proposa a la senyoreta Walker un futur vivint juntes com a parella casada, i aquesta li respon dient que haurien d'esperar sis mesos abans de comprometre's. Els germans Rawson intenten guanyar-li la partida a Anne en el negoci del carbó fent una oferta baixa. El senyor Booth li proposa matrimoni a Eugénie per protegir el seu honor. Sentint-se impotent, Marian amenaça la seva germana casant-se amb un home per tenir un hereu masculí i desafiar la propietat de Shibden. Anne s'adona que Sam Sowden va arribar a treballar borratxo i l'acomiada. Les amenaces embriagades de Sowden obliguen Thomas a dur-lo a casa i lligar-lo, i més endavant, aquest el dona de menjar als porcs de la família.                                                                                             |
| 4       | "Most Women Are Dull and Stupid"               | La senyora Priestly comença a tenir greus preocupacions pel nou amor d'Ann amb Anne Lister. Després de la notícia de la mort de la senyora Ainsworth, Ann pateix un pesar quan el seu secret comença a revelar-se. Anne continua bregant amb els germans Rawson en una lluita per reclamar el que han robat. Després d'una proposta de compromís per part del recent vidu reverend Ainsworth, Ann ha de prendre una decisió. Eugénie pateix un avortament involuntari i cancel·la el seu compromís amb John Booth, per a consternació d'aquest. Thomas ignora la seva família i altres respecte a la mort del seu pare i tem per la seva tinença. |
| 5       | "Let's Have Another Look at Your Past Perfect" | El Reverend Thomas Ainsworth arriba a Halifax i es fixa en Ann Walker. En escoltar l'arribada d'Ainsworth, la senyoreta Lister pretén fer-li front a la seva manera. Mentre li proposa matrimoni a la senyoreta Walker, la senyora Priestley difon declaracions vicioses sobre el caràcter d'Anne Lister i el seu lesbianisme a la senyoreta Parkhill, la qual cosa condueix en definitiva a Ann Walker. La mare de Sam Sowden s'adona de la misteriosa desaparició del seu fill. Ann Walker lluita per conciliar el seu desig per Anne Lister amb la combinació de les expectatives de la seva família i la seva fe, que acabarà provocant que Ann torni a rebutjar Anne. En un intent de mantenir a Lister lluny de Walker per evitar que la primera prengués els diners d'Ann per perforar les seves mines de carbó, Christopher Rawson envia un pinxo per apallissar i intimidar Anne. |
| 6       | "Do Ladies Do That?"                           | Anne torna a Shibden després d'haver estat colpejada i es lamenta d'haver perdut Ann. Thomas Sowden comença a festejar Suzannah Washington, malgrat les restriccions de classe. L'estat mental d'Ann Walker empitjora, ja que lluita per conciliar la seva homosexualitat amb les seves creences religioses. Anne lluita amb el seu desig d'ajudar Ann mentre equilibra les seves accions de carbó. John Abbott és convidat dues vegades a prendre un te a Shibden, però Anne es nega a reunir-s'hi cada vegada, fet que disgusta Marian. Anne escriu a la germana i al marit d'Ann a Escòcia, qui decideixen que Ann ha de quedar-se amb ells, i Anne li implora a Ann que es quedi amb ells per recuperar-se. Abans que Ann marxi, aquesta torna a rebutjar la proposta de matrimoni d'Anne.                                                                                             |
| 7       | "Why've You Brought That?"                     | Thomas Sowden visita el pare de Suzannah i la demana en matrimoni. Anne s'enfronta a Christopher Rawson pel seu tracte irrespectuós a Marian. Oferint les escriptures a Shibden Estate com a garantia, Anne contracta un préstec per finançar l'excavació d'una nova fossa de carbó. La seva antiga amant Marianna Lawton es reuneix amb ella a Londres. Desconsolada pel rebuig d'Ann Walker, Anne demana a Marianna que abandoni el seu marit i vagi a viure amb ella a Shibden. Abatuda i sola, Anne continua el seu viatge a París. Mentrestant, la salut mental d'Anne Walker es deteriora encara més mentre és a Escòcia amb els seus parents, i es fa un tall profund a la mà trencant un got. |
| 8       | "Are You Still Talking?"                       | L'excavació de la mina de carbó provoca problemes financers inesperats i posa en risc la propietat de Shibden Hall. Mentre Anne es diverteix a Copenhaguen i alterna amb la cort real, és cridada a casa després de rebre una carta que li comunica que la seva tia pot morir de gangrena. Mentrestant, Ann Walker abandona Escòcia, per a desil·lusió del capità Sutherland; es reuneix amb Anne Lister i li diu que està disposada a casar-se amb ella. Lister porta Walker a l'església, on s'uneixen en sagrament, i Ann accepta traslladar-se a Shibden Hall. Mentrestant, Thomas Sowden es casa amb Suzannah Washington, però la presència del seu oncle a les noces revela al pare de Washington que l'oncle no havia escrit cap carta dient que Sam s'havia traslladat als Estats Units.                                                                                           |

## Acollida

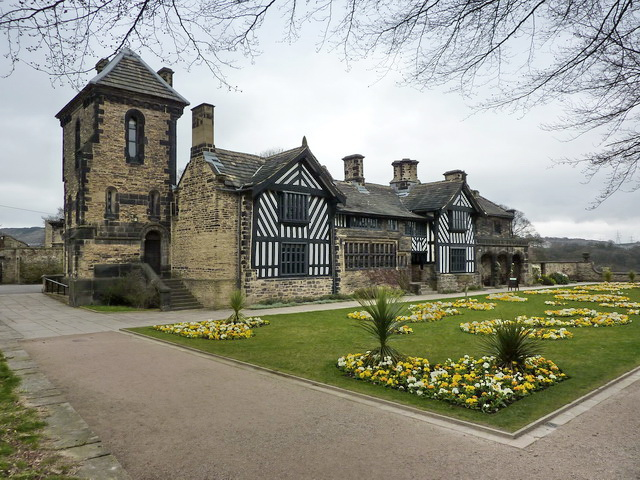
Shibden Hall (Halifax), la casa on va viure Anne Lister.

The Hollywood Reporter va descriure Gentleman Jack com una "història divertida, intel·ligent i emotiva", en la qual de vegades el personatge principal parla a la càmera per explicar els seus pensaments interiors, permetent utilitzar aspectes del diari de Lister. La crítica de The Guardian va dir que "Suranne Jones sacseja Halifax com la primera lesbiana moderna... El diari d'Anne Lister [esdevé] un emocionant divertimento de la ciutat de carbó que flirteja amb la paròdia, així que potser és Queer Brontë". Variety va assenyalar la singularitat del drama: "Wainwright fa una tria intrigant que estableix una història d'amor decididament adulta sobre la devoció, la confiança i la relació de parella, poc freqüent per a la televisió en general, i molt menys per als personatges lèsbics en una obra d'època."